# Șoldănești
Șoldănești est une ville de Moldavie, chef-lieu du raion de Șoldănești. Elle a été rebaptisée Chernenko pendant la période soviétique.
Elle est située dans le nord-est du pays, à moins de 15 km de la rive droite du Dniestr, à 60 km au nord d'Orhei et 85 km à l'est de Bălți.
Au recensement de 2004, sa population s'élevait à 6 304 habitants.